# Баку (траса)
Вулична траса Баку (азерб. Bakı Şəhər Halqası) — гоночна міська траса в Баку, Азербайджан, у районі Бакинського приморського бульвару.